# Scandinavian Raceway
A Scandinavian Raceway egy autóverseny-pálya Svédországban, Anderstorp városa mellett. A pálya hossza 4,03 km (2,505 mérföld).
A pályát 1968-ban építették. Van benne egy nagyon hosszú egyenes (Flight Strait), de emellett több lassú kanyar is, így az autó beállítása bizonyos fokú kompromisszumot igényelt.
A pálya a 70-es években összesen hatszor adott otthont a Formula–1-es svéd nagydíjnak, érdekesség, hogy a svédek sztárjának, Ronnie Petersonnak egyszer sem sikerült itt diadalmaskodnia. Legtöbbször Niki Lauda és Jody Scheckter tudott itt győzni, ők kétszer nyertek itt.
Az F1-en kívül itt rendezték meg 1990-ben a MotoGP svéd nagydíját, valamint több túraautó-versenynek is otthont adott a pálya. 2007-ben itt rendezték a WTCC egyik versenyét, de ez csak egyszeri alkalom volt, a 2008-as szezonban ehelyett már Imolában rendeztek versenyt.

## Az eddigi győztesek
| Év   | Versenyző       | Konstruktőr        | Összefoglaló |
| ---- | --------------- | ------------------ | ------------ |
| 1978 | Niki Lauda      | Brabham-Alfa Romeo | Összefoglaló |
| 1977 | Jacques Laffite | Ligier-Matra       | Összefoglaló |
| 1976 | Jody Scheckter  | Tyrrell-Ford       | Összefoglaló |
| 1975 | Niki Lauda      | Ferrari            | Összefoglaló |
| 1974 | Jody Scheckter  | Tyrrell-Ford       | Összefoglaló |
| 1973 | Denny Hulme     | McLaren-Ford       | Összefoglaló |

## Külső hivatkozások
- Scandinavian Raceway hivatalos weboldal
- Anderstorp Racing Club (svédül)
- Google Maps